# آسیاب‌بادی‌های شماره ۳ برآباد
آسیاب‌بادی‌های شماره ۳ برآباد مربوط به دوره قاجار است و در شهرستان خواف، داخل بافت روستای برآباد واقع شده و این اثر با شمارهٔ ثبت نامشخص به‌عنوان یکی از آثار ملی ایران به ثبت رسیده‌است.